# Каноло
Каноло (італ. Canolo, сиц. Canulu) — муніципалітет в Італії, у регіоні Калабрія,  метрополійне місто Реджо-Калабрія‎.
Каноло розташоване на відстані близько 510 км на південний схід від Рима, 75 км на південний захід від Катандзаро, 55 км на північний схід від Реджо-Калабрії.
Населення — 762 особи (2014).
Щорічний фестиваль відбувається 6 грудня. Покровитель — святий Миколай.

## Демографія
Населення за роками:

Станом на 1 січня 2023 року в муніципалітеті офіційно проживало 5 іноземців з 3 країн, серед них 3 громадяни країн Євросоюзу та 1 громадянин України.

## Сусідні муніципалітети
- Аньяна-Калабра
- Читтанова
- Джераче
- Маммола
- Сан-Джорджо-Морджето